# Isekai Quartet
Isekai Quartet (異世界かるてっと, Isekai Karutetto) é uma série de anime japonesa que serve como um cruzamento no estilo chibi entre a séries de light novel Konosuba, Overlord, Re:Zero Kara Hajimeru Isekai Seikatsu, e Youjo Senki, todas publicadas pela Kadokawa Corporation. A primeira temporada foi lançada em abril a junho de 2019. Uma segunda temporada foi ao ar em janeiro a março de 2020, incluindo personagens adicionais de Tate no Yūsha no Nariagari e Kono Yuusha ga Ore Tueee Kuse ni Shinchou Sugiru. Uma terceira temporada foi anunciada.

## Enredo
Um dia, um botão mágico aparece de repente. Os protagonistas de KonoSuba, Overlord, Re:Zero Kara Hajimeru Isekai Seikatsu e Youjo senki pressionam o botão ocasionalmente, sem querer e se mudam para um mundo paralelo — outro novo isekai — onde uma nova história com o ensino médio A vida começa. Em breve, eles se juntam aos protagonistas de Tate no Yusha e Kono Yuusha .

## Personagens
| Séries                                                     | Personagens                            | Dubladores          |
| ---------------------------------------------------------- | -------------------------------------- | ------------------- |
| KonoSuba                                                   | Kazuma Satou                           | Jun Fukushima       |
| KonoSuba                                                   | Aqua                                   | Sora Amamiya        |
| KonoSuba                                                   | Megumin                                | Rie Takahashi       |
| KonoSuba                                                   | Darkness                               | Ai Kayano           |
| KonoSuba                                                   | Chris                                  | Ayaka Suwa          |
| KonoSuba                                                   | Vanir                                  | Masakazu Nishida    |
| KonoSuba                                                   | Yunyun                                 | Aki Toyosaki        |
| KonoSuba                                                   | Chomusuke                              | Hitomi Nabatame     |
| KonoSuba                                                   | Wiz                                    | Yui Horie           |
| KonoSuba                                                   | Ruffian                                | Tetsu Inada         |
| Overlord                                                   | Ainz Ooal Gown                         | Satoshi Hino        |
| Overlord                                                   | Albedo                                 | Yumi Hara           |
| Overlord                                                   | Shalltear Bloodfallen                  | Sumire Uesaka       |
| Overlord                                                   | Aura Bella Fiora                       | Emiri Katō          |
| Overlord                                                   | Mare Bello Fiore                       | Yumi Uchiyama       |
| Overlord                                                   | Demiurge                               | Masayuki Katō       |
| Overlord                                                   | Cocytus                                | Kenta Miyake        |
| Overlord                                                   | Hamsuke                                | Akeno Watanabe      |
| Overlord                                                   | Yuri Alpha                             | Hiromi Igarashi     |
| Overlord                                                   | Lupusregina Beta                       | Mikako Komatsu      |
| Overlord                                                   | Narberal Gamma                         | Manami Numakura     |
| Overlord                                                   | CZ2128 Delta                           | Asami Seto          |
| Overlord                                                   | Solution Epsilon                       | Ayane Sakura        |
| Overlord                                                   | Entoma Vasilissa Zeta                  | Kei Shindō          |
| Overlord                                                   | Pandora's Actor                        | Mamoru Miyano       |
| Overlord                                                   | Sebas Tian                             | Shigeru Chiba       |
| Overlord                                                   | Kyouhukou                              | Hiroshi Kamiya      |
| Re:Zero − Starting Life in Another World                   | Subaru Natsuki                         | Yūsuke Kobayashi    |
| Re:Zero − Starting Life in Another World                   | Emilia                                 | Rie Takahashi       |
| Re:Zero − Starting Life in Another World                   | Puck                                   | Yumi Uchiyama       |
| Re:Zero − Starting Life in Another World                   | Rem                                    | Inori Minase        |
| Re:Zero − Starting Life in Another World                   | Ram                                    | Rie Murakawa        |
| Re:Zero − Starting Life in Another World                   | Beatrice                               | Satomi Arai         |
| Re:Zero − Starting Life in Another World                   | Roswaal L. Mathers                     | Takehito Koyasu     |
| Re:Zero − Starting Life in Another World                   | Felt                                   | Chinatsu Akasaki    |
| Re:Zero − Starting Life in Another World                   | Reinhard van Astrea                    | Yuichi Nakamura     |
| Re:Zero − Starting Life in Another World                   | Julius Euclius                         | Takuya Eguchi       |
| Re:Zero − Starting Life in Another World                   | Wilhelm van Astrea                     | Kenyu Horiuchi      |
| Re:Zero − Starting Life in Another World                   | Petelgeuse Romanee-Conti               | Yoshitsugu Matsuoka |
| The Saga of Tanya the Evil                                 | Tanya von Degurechaff                  | Aoi Yūki            |
| The Saga of Tanya the Evil                                 | Viktoriya Ivanovna Serebryakov (Visha) | Saori Hayami        |
| The Saga of Tanya the Evil                                 | Matheus Johann Weiss                   | Daiki Hamano        |
| The Saga of Tanya the Evil                                 | Vooren Grantz                          | Yūsuke Kobayashi    |
| The Saga of Tanya the Evil                                 | Wilibald Koenig                        | Jun Kasama          |
| The Saga of Tanya the Evil                                 | Rhiner Neumann                         | Daichi Hayashi      |
| The Saga of Tanya the Evil                                 | Erich von Rerugen                      | Shinichiro Miki     |
| The Saga of Tanya the Evil                                 | Kurt von Rudersdorf                    | Tesshō Genda        |
| The Saga of Tanya the Evil                                 | Hans von Zettour                       | Hōchū Ōtsuka        |
| The Saga of Tanya the Evil                                 | Adelheid von Schugel                   | Nobuo Tobita        |
| The Rising of the Shield Hero                              | Naofumi Iwatani                        | Kaito Ishikawa      |
| The Rising of the Shield Hero                              | Raphtalia                              | Asami Seto          |
| The Rising of the Shield Hero                              | Filo                                   | Rina Hidaka         |
| Cautious Hero: The Hero Is Overpowered but Overly Cautious | Seiya Ryuguin                          | Yūichirō Umehara    |
| Cautious Hero: The Hero Is Overpowered but Overly Cautious | Ristarte                               | Aki Toyosaki        |

## Produção e liberação

O logotipo do anime Isekai Quartet.

A série é escrita e dirigida por Minoru Ashina, com desenhos de personagens de Minoru Takehara, que também atua como diretor de animação. A série é animada pelo Studio Puyukai . Foi ao ar de 9 de abril a 25 de junho de 2019. A série teve 12 episódios. A Funimation licenciou a série e a transmite em japonês e inglês. Em 23 de abril de 2019, foi adicionado à biblioteca de streaming do Crunchyroll também. Satoshi Hino, Jun Fukushima, Yusuke Kobayashi e Aoi Yūki executar a canção tema de abertura "Isekai Quartet" (異世界かるてっと, Isekai Karutetto)  enquanto Yumi Hara, Sora Amamiya, Rie Takahashi e Aoi Yūki executar a canção tema de encerramento "Isekai Girls Talk" (異世界ガールズ♡トーク, Isekai gāruzu tōku)  .
Uma segunda temporada da série de anime foi anunciada no final do episódio 12 e estreou em 14 de janeiro de 2020. Os principais membros da equipe voltaram a reprisar seus papéis. A temporada inclui participações especiais de personagens de The Rising of the Shield Hero . Hino, Fukushima, Kobayashi e Yuki realizar tema de abertura da segunda temporada de "Isekai Showtime" (異世界ショータイム, Isekai Shōtaimu)  enquanto Sumire Uesaka, Rie Takahashi, Inori Minase, e Saori Hayami realizar tema de encerramento da segunda temporada, "Ponkotsu! Isekai Theater" (ポンコツ!異世界シアター, Ponkotsu! Isekai Shiatā) "Ponkotsu! Isekai Theater" (ポンコツ!異世界シアター, Ponkotsu! Isekai Shiatā) P 世界 シ ア タ P, Ponkotsu! Isekai Shiatā ) . A segunda temporada durou 12 episódios. A Funimation licenciou a série para um simuldub . O Crunchyroll também está transmitindo a segunda temporada. A Muse Communication está transmitindo a segunda temporada no Sudeste Asiático .
Uma terceira temporada da série de anime foi anunciada no final do episódio final da segunda temporada.

## Recepção
O gadget Tsūshin listou "Megumin Linda"  em sua lista de palavras-chave de anime de 2019.